# Rangerprogrammet

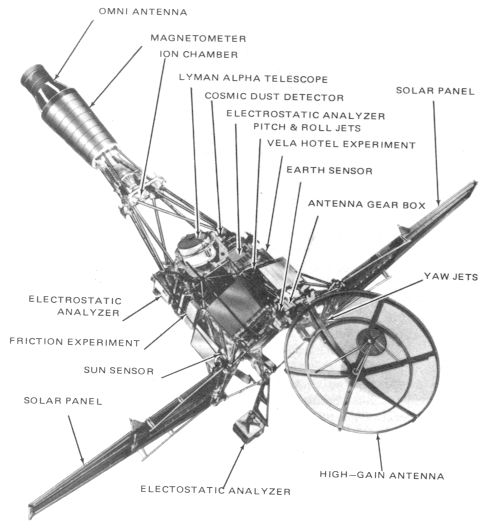
Ranger block I. (NASA)

Ranger block II. (NASA)

Ranger block III. (NASA)

Rangerprogrammet (engelska: Ranger program) var ett NASA-program som mellan 1961 och 1965 försökte ta bilder av månens yta.
Programmet utfördes av NASA:s Jet Propulsion Laboratory (JPL) som förberedelse för Apolloprogrammet.

## Målsättning
Målet var att ta detaljerade bilder av månens yta. Detta uppnådde man genom att låta farkosterna krascha på månen.

## Farkost
Farkosterna byggdes i tre olika versioner, kallade Block I, Block II och Block III.
De båda farkosterna som var av Block I typ var aldrig tänkta att nå månen. Deras uppdrag var endast att prova utrustning för de följande rymdsonderna.
De följande tre farkosterna var av Block II typ. Dessa farkoster bar förutom ett antal kameror, även en seismograf. Av olika anledningar misslyckades alla tre farkosterna.
De sista fyra rymdsonderna var av Block III typ. Tre av dessa lyckades ta bilder av månens yta och sända dom tillbaka till jorden.

## Uppdrag
Totalt genomfördes nio uppdrag, tre av dem var framgångsrika. 
- Ranger 1 - Uppskickad den 23 augusti 1961, uppskjutningen misslyckades.
- Ranger 2 - Uppskickad den 18 november 1961, uppskjutningen misslyckades.
- Ranger 3 - Uppskickad den 26 januari 1962, missade månen och gick in i omloppsbana runt solen.
- Ranger 4 - Uppskickad den 23 april 1962, solpanelerna vecklades aldrig ut, farkosten kraschade på månen.
- Ranger 5 - Uppskickad den 18 oktober 1962, missade månen och gick in i omloppsbana runt solen.
- Ranger 6 - Uppskickad den 30 januari 1964, man förlorade kontakten med farkosten, farkosten kraschade på månen.
- Ranger 7 - Uppskickad den 28 juli 1964, den sände data ända fram till den farkosten kraschade på månen.
- Ranger 8 - Uppskickad den 17 februari 1965, den sände data ända fram till den farkosten kraschade på månen.
- Ranger 9 - Uppskickad den 21 mars 1965, den sände data ända fram till den farkosten kraschade på månen.